# Татаренко Леонід Порфирійович
Леонід Порфирійович Татаренко (1 липня 1906, станція Микитівка Катеринославської губернії, тепер у складі міста Горлівки Донецької області — 18 квітня 1967, місто Донецьк) — український компартійний діяч, 2-й секретар Миколаївського і Херсонського обкомів КПУ. Депутат Верховної Ради УРСР 4-го скликання.

## Біографія
Народився в родині робітника-залізничника. Закінчив чотири класи рудничної школи. Трудову діяльність розпочав у 1918 році мастильником на шахті «Центральна-Ірміне». Працював підручним електрика, електрослюсарем рудника «Ірміне» на Донбасі. У 1924 році вступив до комсомолу.
У 1929 році закінчив робітничий факультет у місті Сталіно. У 1929—1934 роках — студент Донецького індустріального інституту. 
Член ВКП(б) з 1930 року.
У 1934 році — помічник механіка на шахтах у місті Сталіно.
З грудня 1934 року служив у Червоній армії.
У 1936—1938 роках — директор Сталінського гірничого технікуму. У 1938—1939 роках — директор Сталінського гірничого заочного інституту.
У 1939—1941 роках — завідувач вугільного відділу Сталінського міського комітету КП(б)У. У 1941 році обирався секретарем Сталінського міського комітету КП(б)У Сталінської області.
У 1941—1944 роках — в Червоній армії, учасник німецько-радянської війни. У 1941—1942 роках — політрук будівельної дільниці на будівництві оборонних споруд Південного фронту. Потім був секретарем армійської партійної комісії, комісаром і заступником командира саперної бригади Московського військового округу.
У 1944—1945 роках — заступник завідувача відділу кадрів Сталінського обласного комітету КП(б)У.
З травня 1945 року — слухач відділення обласних працівників Республіканської партійної школи при ЦК КП(б)У в Києві.
У жовтні 1945 (затверджений в лютому 1946) — 4 лютого 1951 року — секретар Миколаївського обласного комітету КП(б)У з кадрів.
4 лютого 1951 — вересень 1952 року — 2-й секретар Миколаївського обласного комітету КП(б)У.
У вересні 1952 — листопаді 1955 року — 2-й секретар Херсонського обласного комітету КПУ.
У 1957—1963 роках — директор Донецького державного науково-дослідного вугільного інституту (ДонВУГІ) Сталінської області.
З 1963 року — персональний пенсіонер союзного значення в місті Донецьку. Продовжував працювати в Донецькому державному науково-дослідному вугільному інституті. 
Помер після тривалої і важкої хвороби.

## Звання
- батальйонний комісар
- майор

## Нагороди
- орден Трудового Червоного Прапора (23.01.1948)
- медаль «За оборону Кавказу»
- медаль «За перемогу над Німеччиною у Великій Вітчизняній війні 1941—1945 рр.» (1945)
- медалі